# Brian Dinkelman
Brian Adam Dinkelman (né le 10 novembre 1983 à Centralia, Illinois, États-Unis) est un joueur de deuxième but des Ligues majeures de baseball jouant pour les Twins du Minnesota.

## Carrière
Brian Dinkelman est drafté par les Twins du Minnesota en huitième ronde en 2006.
Il fait son entrée dans les majeures le 4 juin 2011 avec les Twins, à l'âge de vingt-sept ans. À son premier match, il réussit son premier coup sûr au plus haut niveau, face au lanceur Luke Hochevar, des Royals de Kansas City. Il maintient une moyenne au bâton de ,301 avec 22 coups sûrs en 23 parties pour les Twins en 2011.